# Tongatapu 6
Tongatapu 6 es un distrito electoral para la Asamblea Legislativa de Tonga. Se estableció para las elecciones generales de noviembre de 2010, cuando los distritos electorales regionales multi-escaños para Representantes Populares fueron reemplazados por distritos electorales de un solo asiento, eligiendo a un representante. Ubicada en la isla principal del país, Tongatapu, abarca las aldeas de Hofoa, Puke, Siaʻatoutai, Fatai, Lakepa, Matangiake, Kahoua, Makapaeo, Liahona, Lomaiviti, Houma, Haʻakame, Haʻalata y ʻUtalau.
Su primer representante (y hasta ahora único) es Siosifa Tuʻitupou Tuʻutafaiva, del Partido Democrático de las Islas Amigas. Tuʻutafaiva, un abogado defensor de alto perfil y primer legislador, ganó su escaño por el margen más estrecho para cualquiera de los distritos electorales de los Representantes Populares, con una mayoría de solo cuatro votos. marginal. Su principal rival fue Siosaia Moehau, Presidente de la Asociación de Turismo de Tonga. Después de la elección, Moehau solicitó un recuento, que tuvo lugar. El recuento final restó un voto de cada uno de los dos candidatos principales, y aun así proporcionó a Tuʻutafaiva una mayoría de cuatro votos.

## Miembro del Parlamento
| Año de Elección | Miembros            | Partido                                 |
| --------------- | ------------------- | --------------------------------------- |
| 2010            | Siosifa Tuʻutafaiva | Partido Democrático de las Islas Amigas |
| 2014            | Poasi Mataele Tei   | Independiente                           |
| 2017            | Poasi Mataele Tei   | Independiente                           |
| 2021            | Poasi Mataele Tei   | Independiente                           |
| 2022            | Dulcie Elaine Tei   | Partido Democrático de las Islas Amigas |